# Huncovce
Huncovce este o comună slovacă, aflată în districtul Kežmarok din regiunea Prešov. Localitatea se află la altitudinea de 639 m deasupra n.m., se întinde pe o suprafață de 13,26 km2 și în 2017 număra 3.169 de locuitori.

## Istoric
Localitatea Huncovce este atestată documentar din 1257.

## Demografie
| An:                | 1994 | 2004    | 2014    | 2024   |
| ------------------ | ---- | ------- | ------- | ------ |
| Număr de persoane: | 1939 | 2396    | 3014    | 3209   |
| Diferență:         |      | +23,56% | +25,79% | +6,46% |

| An:                | 2023 | 2024   |
| ------------------ | ---- | ------ |
| Număr de persoane: | 3162 | 3209   |
| Diferență:         |      | +1,48% |